# Apodrassus andinus
Apodrassus andinus är en spindelart som beskrevs av Chamberlin 1916. Apodrassus andinus ingår i släktet Apodrassus och familjen plattbuksspindlar.
Artens utbredningsområde är Peru. Inga underarter finns listade i Catalogue of Life.